# Panna fragole e cipolle
Panna fragole e cipolle è un EP della cantante italiana Viola Valentino pubblicato dall'etichetta musicale Cama Records.
L'EP è stato anticipato dall'uscita del singolo Stronza; mentre il brano C'est la vie è stato scritto appositamente dal cantante Scialpi.

## Tracce
1. Stronza
2. Ancora un'ora
3. C'est la vie
4. L'occidentale del Kashmir
5. L'unica donna
6. Ahimè
7. Via Toledo
8. Stronza (Instrumental)
9. L'unica donna (Instrumental)